# Zach Villa
Zachary Christian Villa (Clinton, 17 de março de 1986) é um ator, cantor, músico, dançarino e compositor americano. É mais conhecido por interpretar o serial killer Richard Ramirez em American Horror Story: 1984.

## Biografia
Villa nasceu na cidade Clinton, localizada no estado de Iowa, é filho de Sheryl Villa e Larry Villa. Ele estudou na Juilliard School e na Interlochen Arts Academy.

## Vida pessoal
Em janeiro de 2017, Villa e a atriz Evan Rachel Wood anunciaram estar noivos, juntos eles tiverem uma banda chamada Rebel and a Basketcase. O noivado chegou ao fim oito meses depois.
Desde junho de 2017, Villa faz parte da banda Sorry Kyle.

## Filmografia

### Cinema
| Ano  | Título                 | Papel           | Notas          |
| ---- | ---------------------- | --------------- | -------------- |
| 2014 | Jesus Year             | Phil            | Curta-metragem |
| 2015 | Honeyglue              | Jordan          |                |
| 2016 | Cardboard Boxer        | Tyler           |                |
| 2017 | A Break in White       | 5               | Curta-metragem |
| 2018 | Destroyer              | Arturo          |                |
| 2019 | As You Like It         | Orlando         |                |
| 2019 | Hipster Sweatshop      | Jesus           | Curta-metragem |
| 2022 | Hypochondriac          | Will            |                |
| 2022 | Good Mourning          | Angel           |                |
| 2022 | Vengeance              | Sancholo        |                |
| 2022 | MOD SUN - Battle Scars | Misfit          | Curta-metragem |
| 2023 | Savage Sam             | Erik            | Curta-metragem |
| 2023 | All Souls              | Hernandez       |                |
| 2024 | Guns & Moses           | Detetive Nestor |                |

### Televisão
| Ano  | Título                      | Papel           | Notas                                 |
| ---- | --------------------------- | --------------- | ------------------------------------- |
| 2011 | Archer                      | Bishop          | Episódio: "The Double Deuce"          |
| 2013 | NCIS: Los Angeles           | Javier Ramos    | Episódio: "Resurrection"              |
| 2016 | Bordertown                  | Carlos Sanchez  | 8 episódios                           |
| 2017 | Dan Is Dead                 | Dashiell Lowman | 8 episódios                           |
| 2018 | The Expanse                 | Maneo           | Episódio: "Delta-V"                   |
| 2019 | Shameless                   | Dax             | 3 episódios                           |
| 2019 | American Horror Story: 1984 | Richard Ramirez | 9 episódios                           |
| 2021 | Station 19                  | Charlie         | 2 episódios                           |
| 2022 | Archive 81                  | Chris Lee       | Episódio: "Through the Looking Glass" |

### Video game
| Ano  | Título                      | Papel                      |
| ---- | --------------------------- | -------------------------- |
| 2016 | Batman: The Telltale Series | Vários                     |
| 2023 | Diablo IV                   | Vozes adicionais           |
| 2024 | Dragon Age: The Veilguard   | Jacobus / Vozes adicionais |